# Ivar af Sillén

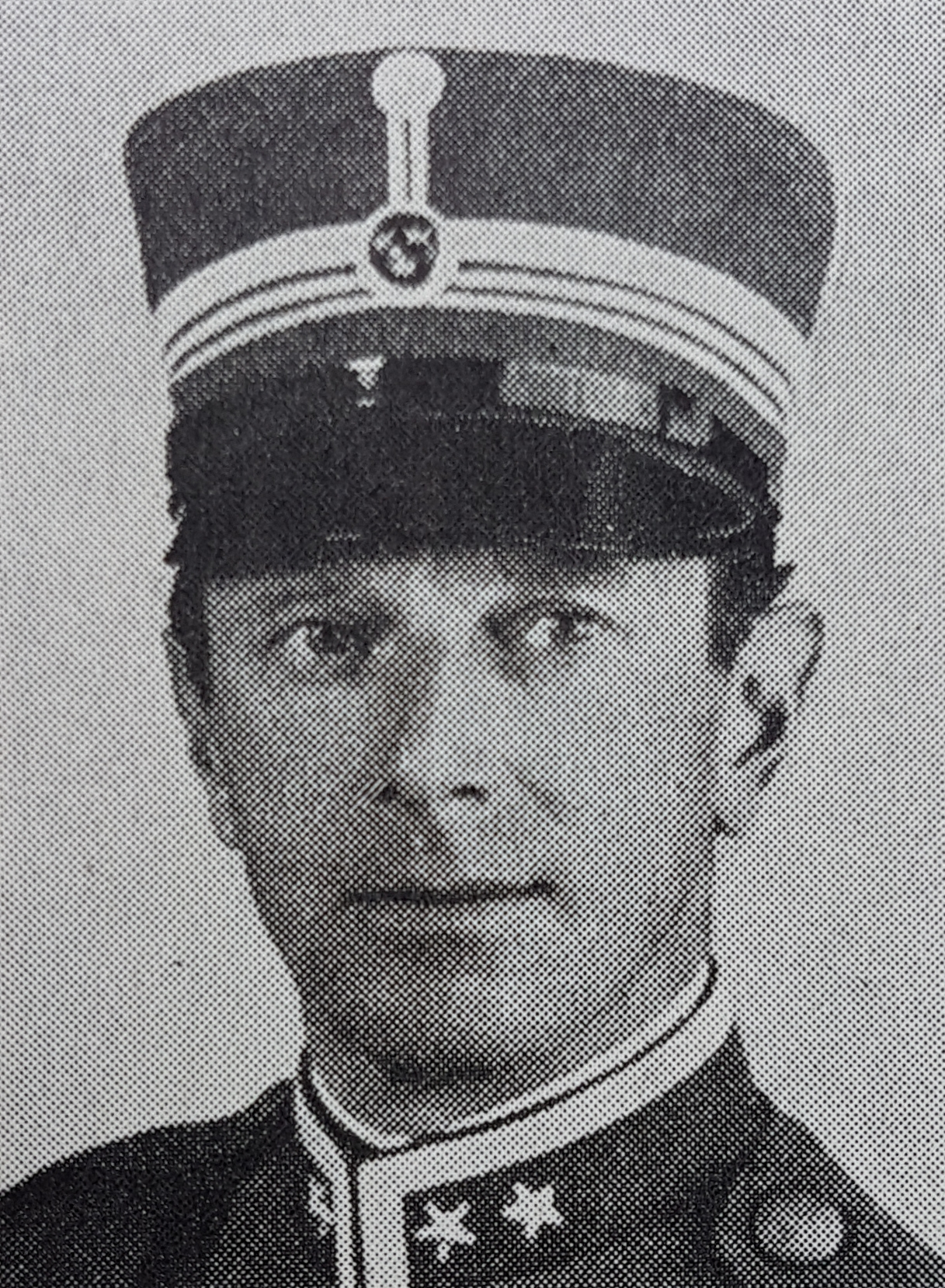

Gustaf Ivar Axelsson af Sillén, född den 28 februari 1890 i Norrköping, död den 16 mars 1980 i Stockholm, var en svensk militär. Han var sonson till Gustaf af Sillén och bror till Gunnar af Sillén.
af Sillén sökte sig efter avlagd studentexamen 1909 till armén där han avlade officersexamen 1911. Han var andre och förste lärare vid Infanteriskjutskolan 1924–1931, kompanichef för en truppkontingent till Saarområdet 1934–1935. af Sillén utnämndes till Kronprinsens adjutant 1927 och var försvarsområdesbefälhavare vid Örebro försvarsområde 1942–1949. Han blev riddare av Svärdsorden 1932 och av Vasaorden 1938 samt kommendör av Svärdsorden 1948.
Ivar af Sillén var son till agronomen Axel af Sillén i släkten af Sillén och hans hustru, född Sebardt, samt från 1914 gift med Gunilla (Gunla) Calla Sofia Hasselrot, som var dotter till Berndt Hasselrot. Han är begraven på Nikolai kyrkogård i Örebro.